# Emlyn Hughes
Emlyn Walter Hughes, OBE, angleški nogometaš, trener, televizijski voditelj in poslovnež, * 28. avgust 1947, Barrow-in-Furness, Lancashire, Anglija, Združeno kraljestvo, † 9. november 2004, Sheffield, Anglija.
Hughes je najbolj znan kot kapetan Liverpolla v 70. letih 20. stoletja; za klub je odigral 650 tekem.
Igral je tudi za angleško nogometno reprezentanco. Za svoje zasluge v nogometu je prejel red britanskega imperija. 
Po nogometni karieri je postal televizijski voditelj več oddaj.